# Carla Jara
Pour les articles homonymes, voir Jara.
Carla Jara Cádiz (née le 26 août 1984 à Santiago), est une actrice, danseuse et animatrice de télévision chilienne.

## Televisión

### Émission
- 2001-05 : Mekano (Mega) : Elle-même / Actrice / Coprésentatrice
- 2009-10 : Pelotón III (TVN) : Elle-même / Participante - Recruter
- 2009-10 : Abre los ojos (TVN) : Commentatrice / Panéliste
- 2010: La barra del mundial (TVN) : Elle-même / Participante - Danseuse
- 2010 : Teatro en Chilevision (Chilevisión) : Elle-même / Actrice invitée
  - Qué pillo más vivo (2010)
  - ¿A quién le toca hoy? (2010) : Julieta
- 2011 : Fiebre de baile IV (Chilevisión) : Elle-même / Participante - Danseuse
- 2013 : 2e Festival Viva Dichato (Mega) : Présentatrice des réseaux sociaux
- 2013 : Sábado por la Noche (Mega) : Elle-même - Invitée
- 2013 : Mujeres primero (La Red) : Elle-même - Invitée
- 2013 : Mentiras verdaderas (La Red) : Elle-même - Invitée
- 2013 : Buenos días a todos (TVN) : Elle-même - Invitée
- 2014 : Más vale tarde (Mega) : Elle-même - Invitée
- 2015 : Amor a prueba (Mega) : Hôte

### Telenovelas
- 2003 : Amores urbanos (Mega) : Constanza Saavedra
- 2003-2004 : Don Floro (Mega) : Angélica Díaz
- 2004 : Xfea2 (Mega) : Colomba Carranza
- 2005 : EsCool (Mega) : Camila Ortúzar
- 2006 : Porky te amo (Mega) : Daniela Rioseco
- 2007 : Fortunato (Mega) : Pilar Manccini
- 2011 : Vampiras (Chilevisión) : Violeta Piuchén
- 2012 : Gordis (Chilevisión) : Sofía Regiolini

### Séries
- 2003 : Zoom, acércate al amor (Mega) : Florencia
- 2006 : Casado con hijos (Mega) :	Bernarda
- 2012 : Infieles (Chilevisión) : Olivia
- 2013 : Lo que callamos las mujeres (Chilevisión) : Nelly

## Cinéma
- 2010 : Escort : Chaperonner